# Porto
O Porto é uma cidade portuguesa e capital da sub-região da Área Metropolitana do Porto e da região Norte, pertencendo ao distrito do Porto. É sede do Município do Porto que tem uma área total de 41,42 km2, 248 769 habitantes em 2023 e uma densidade populacional de 6 006 hab./km2, subdividido em 7 freguesias. O município é limitado a norte pelos municípios de Matosinhos e Maia, a leste por Gondomar, a sul por Vila Nova de Gaia e a oeste pelo Oceano Atlântico.
É a cidade que deu o nome a Portugal — desde muito cedo (c. 200 a.C.), quando se designava de Portus Cale, vindo mais tarde a tornar-se a capital do Condado Portucalense, de onde se formou Portugal. É ainda uma cidade conhecida mundialmente pelo seu vinho, pelas suas pontes e arquitetura contemporânea e antiga, o seu centro histórico, classificado como Património Mundial pela UNESCO, pela qualidade dos seus restaurantes e pela sua gastronomia, pelas suas principais equipas de futebol, o Futebol Clube do Porto, o Boavista Futebol Clube, o Sport Comércio e Salgueiros, pela sua principal universidade pública: a Universidade do Porto, colocada entre as 200 melhores universidades do mundo e entre as 100 melhores universidades da Europa, bem como pela qualidade dos seus centros hospitalares.
É a sede da Área Metropolitana do Porto, que agrupa 17 municípios com 1 737 395 habitantes em 1 900 km² de área, com uma densidade populacional próxima de 914 hab./km², o que torna a cidade a 13.ª área urbana mais populosa da União Europeia e a segunda área (NUTS III) mais populosa de Portugal (atrás de Lisboa) . O Porto e a Área Metropolitana do Porto constituem o núcleo estrutural da Região do Norte, que tem uma população de 3 689 609 habitantes (Censos de 2011), sendo, portanto, a região (NUTS II) mais populosa de Portugal. Compreende 8 sub-regiões ou unidades de nível III (NUTS III).
O Porto, juntamente com os concelhos vizinhos de Vila Nova de Gaia e de Matosinhos, forma a Frente Atlântica do Porto, que constitui o núcleo populacional mais urbanizado da Área Metropolitana, situado no litoral, delimitado, a oeste, pelo Oceano Atlântico, com a influência estrutural do estuário do Rio Douro, que une Gaia ao Porto. A cidade é a mais importante da altamente industrializada zona litoral da Região Norte, onde se localizam grande parte dos mais importantes grupos económicos do país, tais como a Altri, o Grupo Amorim/Corticeira Amorim, o Banco BPI, a BIAL, a EFACEC, a Frulact, a Lactogal, o Millennium BCP, a Porto Editora, a Sonae, a Unicer ou o Grupo RAR. A Associação Empresarial de Portugal está sediada no Porto. A Região do Norte é a única região portuguesa que exporta mais do que importa.

## História

### Fundação e primeiros povos
Tem origem num povoado celta, pré-romano. Na época romana designava-se Cale ou Portus Cale, sendo a origem do nome de Portugal.
A 27 de abril de 711, dá-se o início da invasão muçulmana da Península Ibérica, com o desembarque em Gibraltar dum exército mouro de 9 000 homens, liderados por Tárique. Em 714 tomam Lisboa, e em 715 as forças islâmicas atingem a região norte do que hoje conhecemos como Portugal, tomando as principais povoações e cidades, tais como Porto e Braga. Em 716 já praticamente toda a Península estava sob domínio do Califado Omíada, com exceção de uma pequena zona montanhosa das Astúrias, onde a resistência cristã se refugiou.
Passado um século e meio, em 868, surgem as primeiras tentativas de reconquista definitiva, Vímara Peres, fundador da terra portucalense, teve uma importante contribuição na conquista do território, restaurando assim a cidade de Portucale.

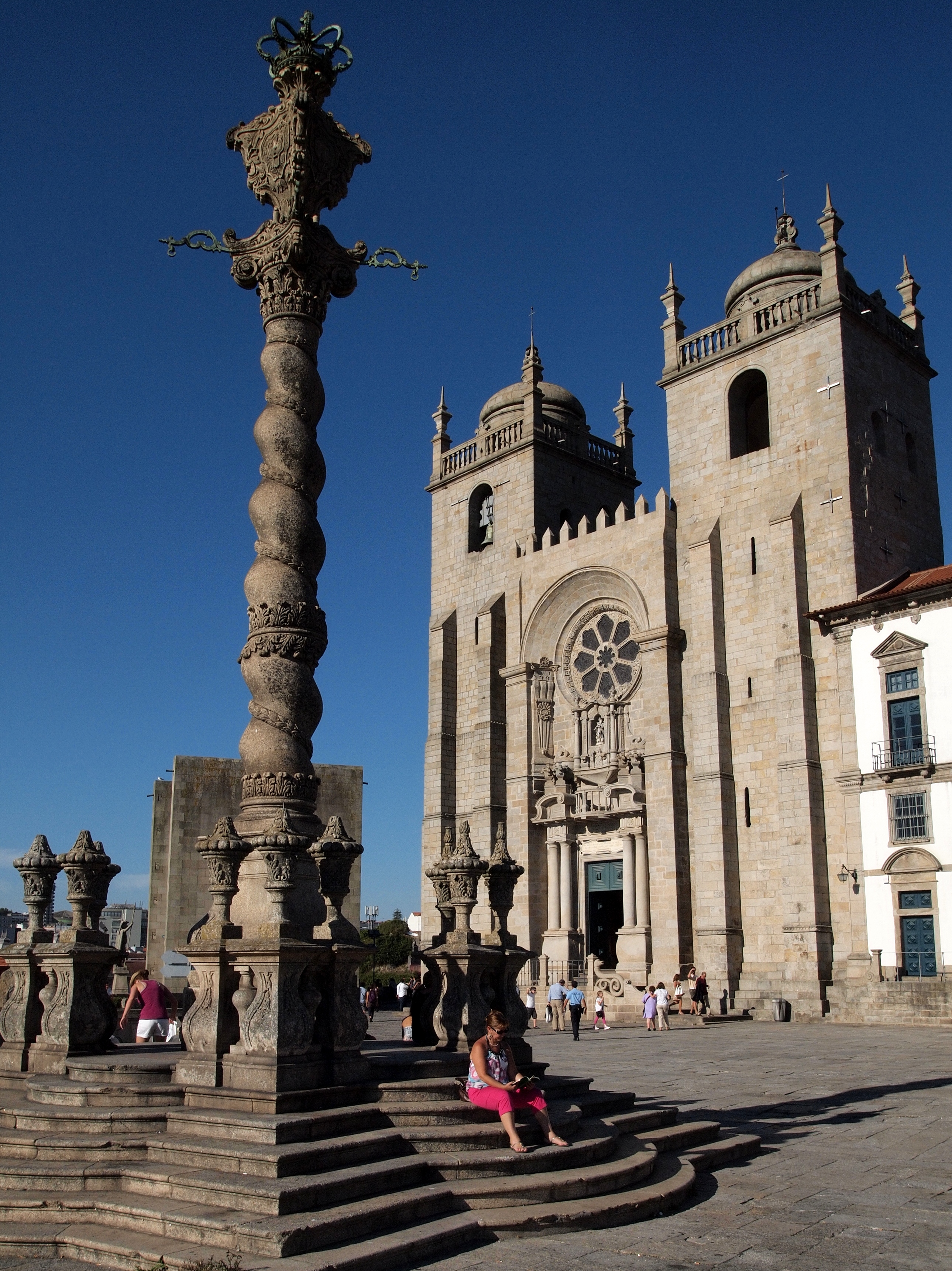
Sé do Porto com a Antiga Casa da Câmara ao fundo

Finalmente, e passados dois séculos após o início da invasão, em 999, fidalgos gascões entre os quais se encontrava D. Nónego bispo de Vendôme em França e mais tarde bispo do Porto entraram com uma grande armada pela foz do Rio Douro, para expulsarem os mouros. Esta armada, que ficou conhecida como a Armada dos Gascões, associada a D. Munio Viegas, conquistou a cidade do Porto aos mouros para dedicá-la à Virgem Mãe de Deus. Depois desta batalha, D. Munio e os "franceses" trataram de reedificar o Porto. Ergueram as antigas e fortes muralhas, e na parte mais elevada da cidade, fundaram um alcácer acastelado e bem fortalecido que, depois do conde Henrique, serviu de habitação dos bispos, aos quais foi doado. A torre e a porta principal foram obra de D. Nónego, que, em memória da pátria, a nomeou porta de Vandoma, e que na frontaria da torre fez erguer o santuário, onde colocou a imagem de Nossa Senhora do Porto, que já trouxera consigo de França.
Em 1111, Teresa de Leão, mãe do futuro primeiro rei de Portugal, concedeu ao bispo D. Hugo o couto do Porto. Das armas da cidade faz parte a imagem de Nossa Senhora. Daí o facto de o Porto ser também conhecido por "cidade da Virgem", epítetos a que se devem juntar os de "Antiga, Mui Nobre, Sempre Leal e Invicta", que lhe foram sendo atribuídos ao longo dos séculos e na sequência de feitos valorosos dos seus habitantes, e que foram ratificados por decreto de D. Maria II de Portugal.

### Séculos XIV e XV
A cidade foi apelidada de "Paraíso" por D. Fernando que, durante a sua infância, visitou várias vezes a cidade acompanhado dos maiores e mais poderosos descendentes das grandes famílias nobiliárquicas portugueses tais como D. Dinis de Aveiro, grande amigo dele.
Durante a crise dinástica de 1383–1385 a cidade manteve-se, a grande maioria do tempo, leal ao Mestre de Avis, filho ilegítimo de D. Pedro I e meio-irmão de D. Fernando I. Em 1384, junto do que é hoje a margem norte da cidade do Porto, uma força expedicionária castelhana, que tinha entrado em Portugal pela Galiza, é enfrentada por uma pequena guarnição portuguesa composta por cerca de 180 homens, que tinha como função patrulhar a passagem ilegal através do rio Douro. A força castelhana, muito mais numerosa, contava com cerca de 650 homens, entre os quais 500 eram peões e os restantes uma mistura de 150 fidalgos castelhanos e franceses, que tinha como objetivo juntar-se ao exército de João I de Castela para o cerco de Lisboa. Esta pequena escaramuça decorreu na manhã de 16 de julho de 1384 e teve um desfecho agradável para os portugueses que, mesmo com tamanha desvantagem numérica, conseguiram afugentar os castelhanos, que partiram em debanda para o norte de Portugal. Os mantimentos que traziam para aliviar as tropas castelhanas no cerco de Lisboa foram apreendidos por Pedro Rito e Dinis Oliveira, oficiais da guarnição portuguesa. Há quem diga que esta pequena batalha foi decisiva para o desfecho do cerco em Lisboa, pois além de as tropas castelhanas perderem um reforço de 650 homens, todos os mantimentos que traziam como comida e armas de cerco foram apreendidos e nunca chegaram ao resto do exército.

### Séculos XVIII e XIX

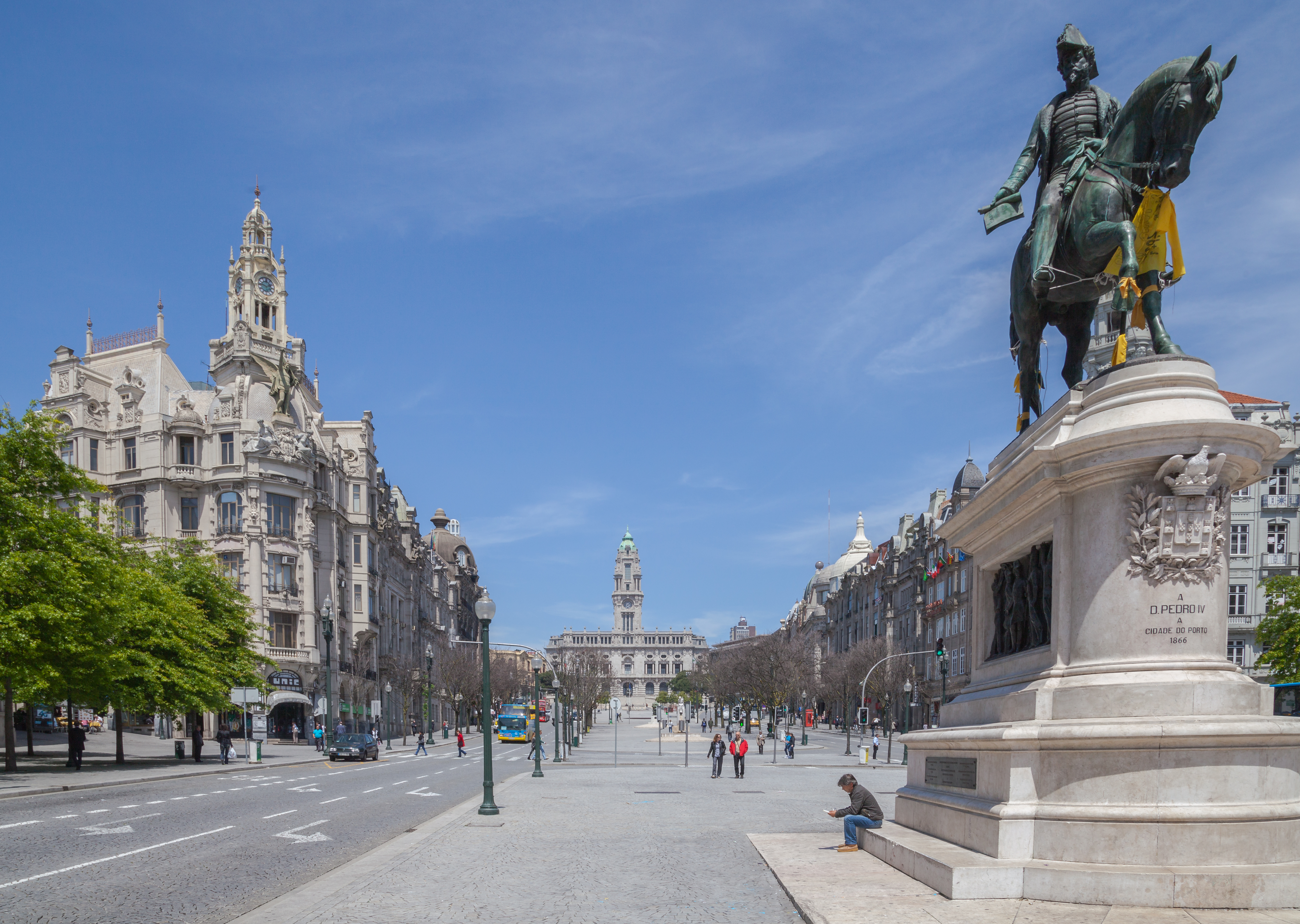
Avenida dos Aliados

A cidade desempenhou um papel fundamental na defesa dos ideais do liberalismo mais concretamente nas batalhas do século XIX. Aliás, a coragem com que suportou o cerco das tropas miguelistas durante a guerra civil de 1832–34 e os feitos valorosos empreendidos pelos seus habitantes — o famoso Cerco do Porto — valeram-lhe mesmo a atribuição, pela rainha D. Maria II, do título — único entre as demais cidades de Portugal — de Invicta Cidade do Porto (ainda hoje presente no listel das suas armas), donde o epíteto com que é frequentemente mencionada por antonomásia — a «Invicta». Alberga numa das suas muitas igrejas — a da Lapa — o coração de D. Pedro IV de Portugal, que o ofereceu à população da cidade em homenagem ao contributo dado pelos seus habitantes à causa liberal. Cidade agraciada com a Ordem Militar da Torre e Espada, do Valor, Lealdade e Mérito a 26 de abril de 1919.

## Geografia

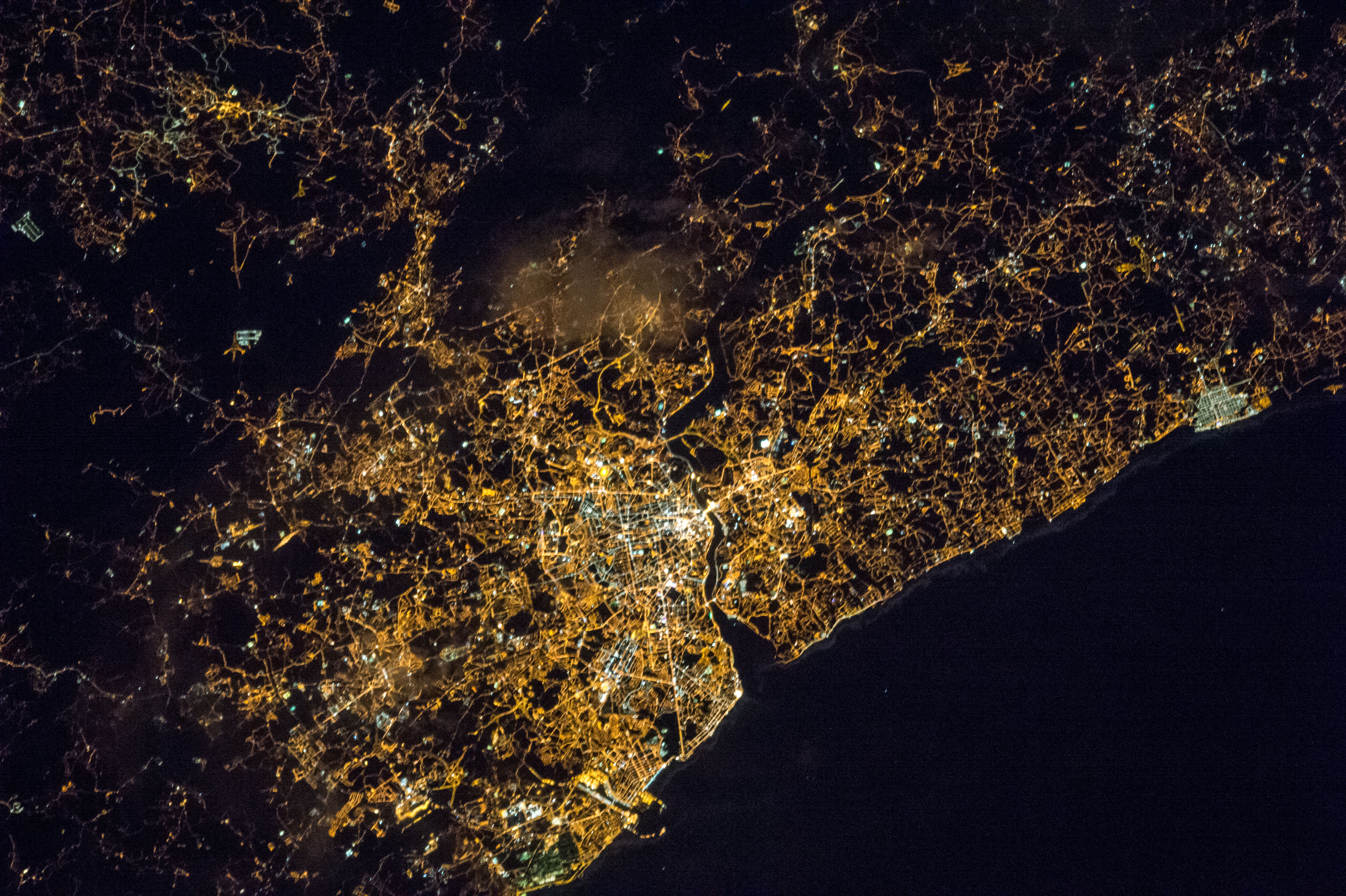
Grande Área Metropolitana do Porto à noite, vista da Estação Espacial Internacional

O território do Porto tem uma área de 45 km2 e uma população de cerca de 240 000 pessoas, sendo a segunda maior aglomeração urbana do país. A cidade é conhecida como a capital do Norte e seu Centro Histórico é classificado como Património Mundial da UNESCO desde 1996.
A localização geográfica da cidade, aliada a uma rede de autoestradas, permite chegar a regiões como Galiza, Algarve, Lisboa, Coimbra ou outros lugares facilmente. Porto é classificada como a 3ª cidade portuguesa com condições de vida mais habitáveis, conforme medido por um estudo publicado anualmente pelo Expresso.

### Clima

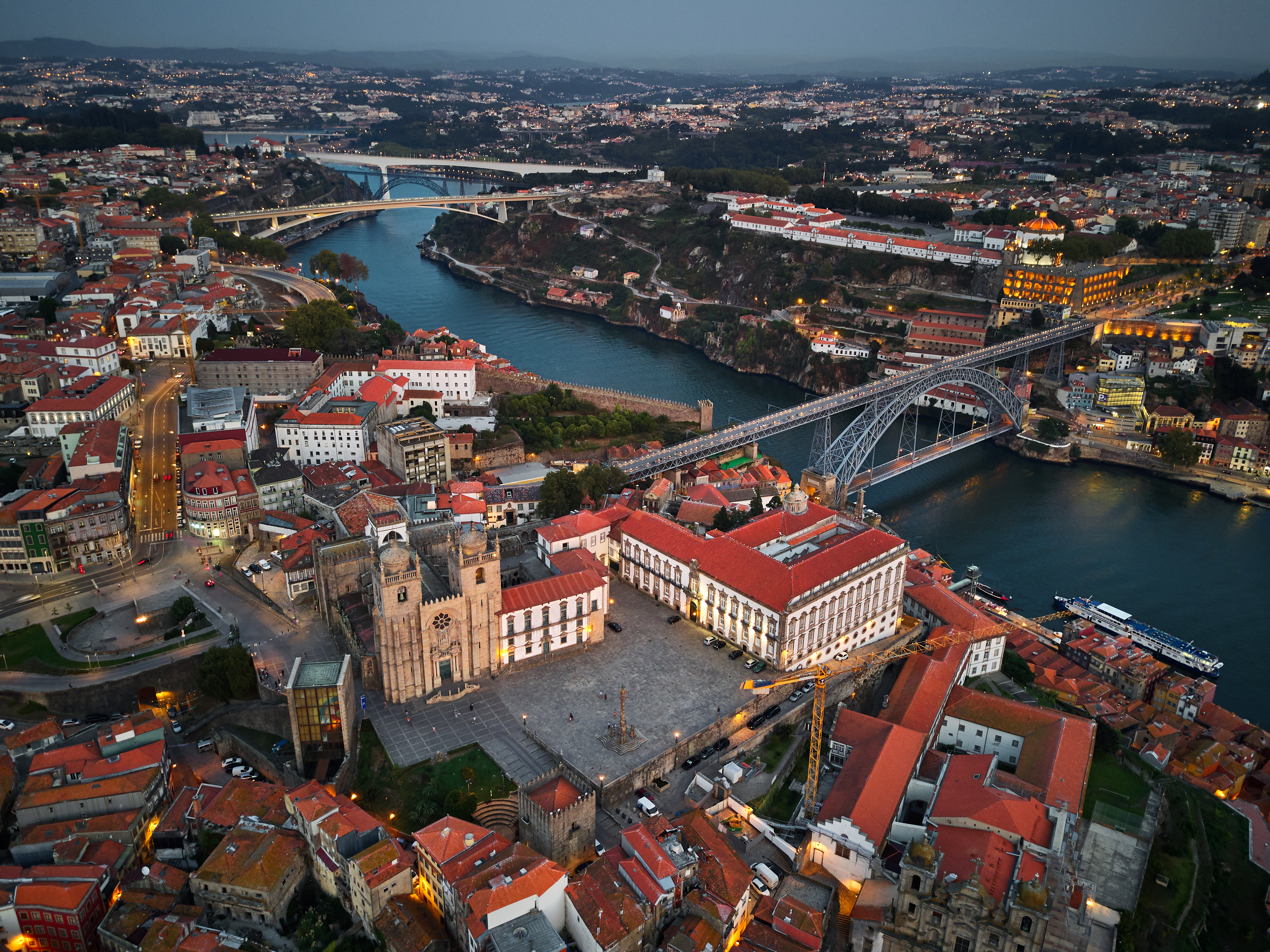
A Sé Catedral do Porto

A cidade do Porto tem um clima mediterrânico do tipo Csb de acordo com a classificação climática de Köppen-Geiger. No Inverno as temperaturas variam entre os 5 °C e os 14 °C raramente descendo abaixo dos 0 °C. Durante esta estação, períodos chuvosos alternam com dias mais frios e de céu limpo. No Verão as temperaturas variam entre os 15 °C e os 25 °C podendo ocasionalmente atingir ou mesmo ultrapassar os 35 °C nos meses de Julho ou Agosto. Temperaturas estivais acima dos 30 °C são raras devido à proximidade do oceano, contudo verificam-se quando o vento sopra do quadrante leste. Devido à sua situação geográfica, períodos mais frescos e com precipitação podem ser comuns durante o Verão em anos mais húmidos.
| Dados climatológicos para o Porto, Portugal                          | Dados climatológicos para o Porto, Portugal | Dados climatológicos para o Porto, Portugal | Dados climatológicos para o Porto, Portugal | Dados climatológicos para o Porto, Portugal | Dados climatológicos para o Porto, Portugal | Dados climatológicos para o Porto, Portugal | Dados climatológicos para o Porto, Portugal | Dados climatológicos para o Porto, Portugal | Dados climatológicos para o Porto, Portugal | Dados climatológicos para o Porto, Portugal | Dados climatológicos para o Porto, Portugal | Dados climatológicos para o Porto, Portugal | Dados climatológicos para o Porto, Portugal |
| Mês                                                                  | Jan                                         | Fev                                         | Mar                                         | Abr                                         | Mai                                         | Jun                                         | Jul                                         | Ago                                         | Set                                         | Out                                         | Nov                                         | Dez                                         | Ano                                         |
| -------------------------------------------------------------------- | ------------------------------------------- | ------------------------------------------- | ------------------------------------------- | ------------------------------------------- | ------------------------------------------- | ------------------------------------------- | ------------------------------------------- | ------------------------------------------- | ------------------------------------------- | ------------------------------------------- | ------------------------------------------- | ------------------------------------------- | ------------------------------------------- |
| Temperatura máxima recorde (°C)                                      | 24,2                                        | 29,0                                        | 28,7                                        | 31,2                                        | 35,4                                        | 39,9                                        | 40,5                                        | 40,9                                        | 37,5                                        | 36,6                                        | 28,2                                        | 25,1                                        | 40,9                                        |
| Temperatura máxima média (°C)                                        | 13,8                                        | 15,0                                        | 17,4                                        | 18,1                                        | 20,1                                        | 23,5                                        | 25,3                                        | 25,7                                        | 24,1                                        | 20,7                                        | 17,1                                        | 14,4                                        | 19,7                                        |
| Temperatura mínima média (°C)                                        | 5,2                                         | 5,9                                         | 7,8                                         | 9,1                                         | 11,6                                        | 14,5                                        | 16,0                                        | 16,0                                        | 14,7                                        | 12,2                                        | 8,9                                         | 7,0                                         | 10,7                                        |
| Temperatura mínima recorde (°C)                                      | −3,3                                        | −2,8                                        | −1,6                                        | 1,4                                         | 3,3                                         | 5,6                                         | 10,4                                        | 9,2                                         | 7,4                                         | 4,1                                         | 0,8                                         | −1,2                                        | −3,3                                        |
| Precipitação (mm)                                                    | 147,1                                       | 110,5                                       | 89,9                                        | 115,6                                       | 89,6                                        | 39,9                                        | 18,3                                        | 26,7                                        | 71,0                                        | 138,0                                       | 158,4                                       | 181,0                                       | 1 186,0                                     |
| Fonte: Instituto Português do Mar e da Atmosfera 27 de março de 2017 |                                             |                                             |                                             |                                             |                                             |                                             |                                             |                                             |                                             |                                             |                                             |                                             |                                             |

## Demografia
A Área metropolitana do Porto é o lar de 1 757 413 habitantes e tem 1 900 km² de área, com uma densidade populacional próxima de 1 098 hab/km², o que torna a cidade a 13ª área urbana mais populosa da União Europeia, sendo, portanto, a segunda maior área (NUTS III) de Portugal. O Porto e sua área metropolitana constituem o núcleo estrutural da Região Norte, que é a região (NUTS II) mais populosa do país, concentrando quase 35% da população residente em Portugal. Muitas das casas mais antigas da cidade estão em risco de colapso. A população do município do Porto caiu em quase 100 000 entre 1981 e 2014, mas o número de residentes permanentes na periferia e cidades satélites cresceu fortemente neste mesmo período.. Desde 2014, inverteu-se a tendência e a população do Porto aumentou em 12 000 pessoas.
A cidade do Porto é conhecida como a Cidade Invicta e como a Capital do Norte. Foi a cidade principal do Entre Douro e Minho e a capital da região do Douro Litoral, que são dois territórios identitários que ainda hoje têm forte coesão, em termos físicos, naturais, humanos e sociais, estando localizada num dos pontos nucleares da bacia hidrográfica do rio Douro. O Porto é, frequentemente, referido como a cidade portuguesa com o temperamento mais centro-europeu, devido ao bucolismo requintado do seu espaço urbano (a fazer lembrar o requinte das cidades comerciais e capitalistas dos países centrais e nórdicos da Europa que se encontram localizadas perto dos rios e do oceano), surgido das influências estruturais que moldaram os seus habitantes e o temperamento da cidade: a Monarquia de Portugal, a influência cultural dos Judeus e a forte ligação a Inglaterra, com a maior comunidade britânica em Portugal.
Na cidade encontra-se a maior sinagoga da Península Ibérica e uma das maiores da Europa — a Sinagoga Kadoorie, edificada em 1938. Nela pode-se conhecer a história e religião judaicas, tomar contacto com importantes objetos históricos e documentos assim como saber mais sobre a comunidade judaica do Porto ao longo dos séculos até aos dias de hoje.

## Política

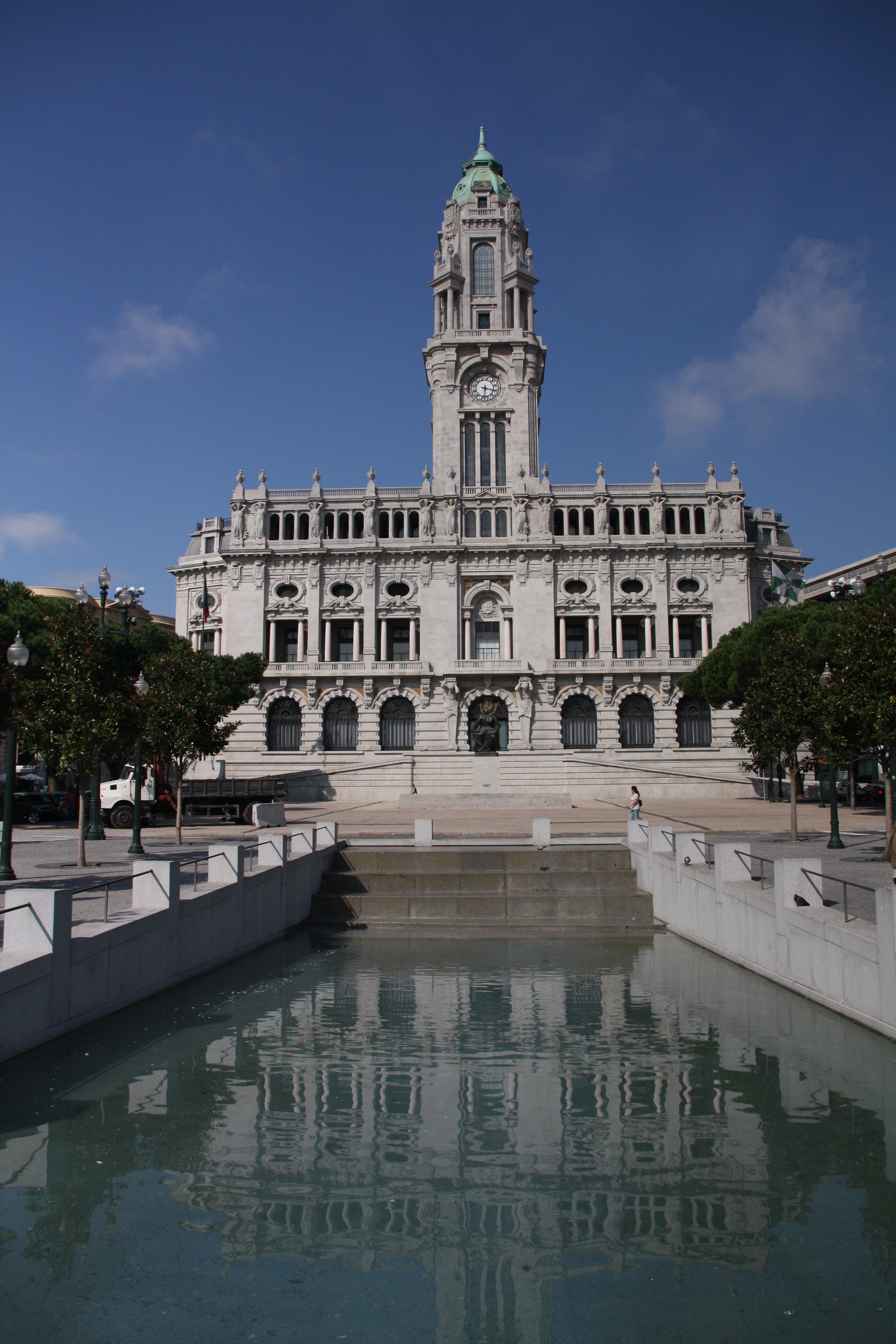
Paços do Concelho do Porto

Porto é a sede e a capital da Área Metropolitana do Porto, presidida, na atualidade, por Eduardo Vitor Rodrigues, que é uma grande área metropolitana portuguesa que agrupa 17 municípios.

### Cidades geminadas
A cidade do Porto encontra-se geminada com as seguintes cidades:
- Jena, Alemanha
- Luanda, Angola
- Liège, Bélgica
- Santos, Brasil
- Recife, Brasil
- Mindelo, Cabo Verde
- Macau (R.A.E.), China
- Xangai, China
- Duruelo de la Sierra, Espanha
- Leão, Espanha
- Vigo, Espanha
- Bordéus, França
- Nagasáqui, Japão
- Beira, Moçambique
- Bristol, Reino Unido
- Neves, São Tomé e Príncipe
- Ndola, Zâmbia

## Freguesias
O concelho do Porto está dividido em sete freguesias:
- União das Freguesias de Aldoar, Foz do Douro e Nevogilde (antigas Aldoar, Foz do Douro e Nevogilde)
- Bonfim
- Campanhã
- União das Freguesias de Cedofeita, Santo Ildefonso, Sé, Miragaia, São Nicolau e Vitória (antigas Cedofeita, Santo Ildefonso, Sé, Miragaia, São Nicolau e Vitória)
- União das Freguesias de Lordelo do Ouro e Massarelos (antigas Lordelo do Ouro e Massarelos)
- Paranhos
- Ramalde

## Economia

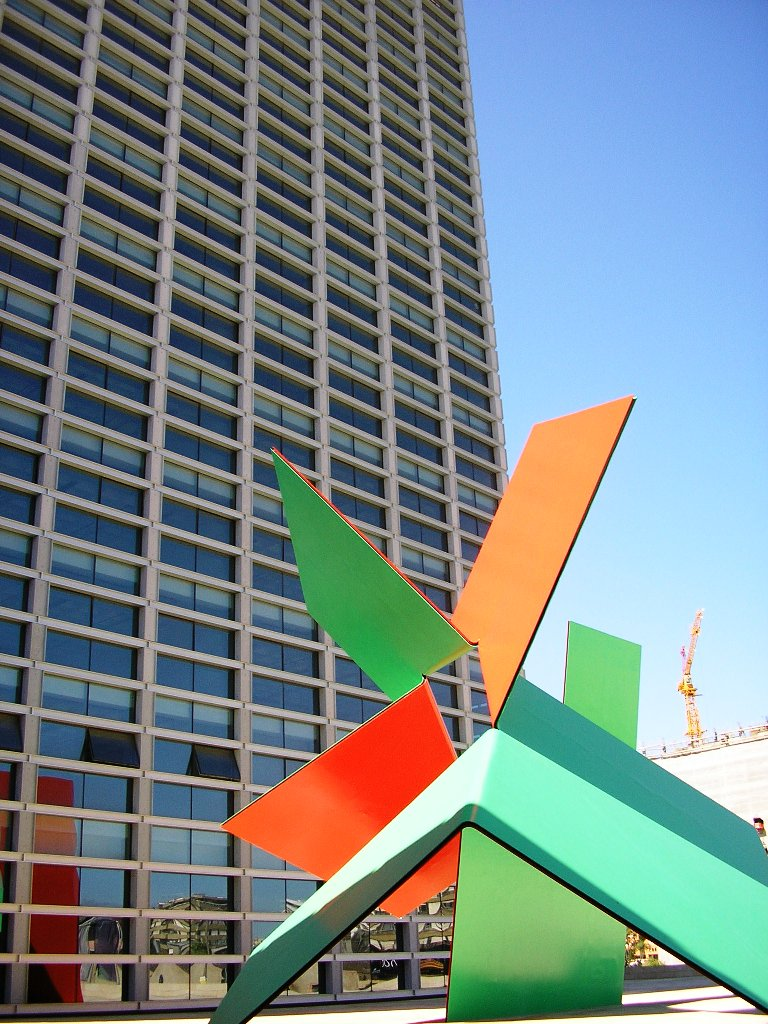
Edifício de Souto Moura e escultura de Ângelo de Sousa na Avenida da Boavista, uma avenida de serviços

A região da cidade é onde se situam a maioria das pequenas e médias empresas do país, sendo também a que mais contribui para as exportações nacionais, sendo a única região que exporta mais do que importa. A Região Norte produz 40% do valor acrescentado do país e tem 50% do emprego industrial, tendo uma taxa de cobertura das importações pelas exportações de 129%, contra a média nacional de 74%. Esta região é servida por duas importantes infra-estruturas: o Porto de Leixões, que representa 25% do comércio internacional português e movimenta cerca de 14 milhões de toneladas de mercadorias por ano, e o Aeroporto Francisco Sá Carneiro, que é o melhor aeroporto de Portugal em termos de espaço na aerogare. Em termos de movimentos aéreos de carga e de passageiros, é o segundo maior de Portugal, tendo sido galardoado como o melhor do mundo na categoria de aeroportos até 5 milhões de passageiros e, em 2014, como o terceiro melhor aeroporto europeu.
O Porto sempre rivalizou com Lisboa ao nível económico. A abastada classe de industriais da região criou, logo em meados do século XIX, a poderosa Associação Industrial Portuense, hoje Associação Empresarial de Portugal. A antiga Bolsa do Porto foi transformada na maior Bolsa de Derivados de Portugal, tendo-se fundido com a Bolsa de Lisboa criando a Bolsa de Valores de Lisboa e Porto. Em 2002, a BVLP acabou por se integrar na Euronext, em conjunto com bolsas da Bélgica, França, Países Baixos e Reino Unido. O edifício que albergou durante muito tempo a bolsa, o Palácio da Bolsa, sede da Associação Comercial do Porto, é hoje uma das principais atrações turísticas da cidade. O Porto e a região Norte constituem a região onde se situam a maioria das pequenas e médias empresas e onde se situam as regiões agrícolas mais produtivas e também a que mais contribui para as exportações nacionais, sendo a única região que exporta mais do que importa.

### Turismo

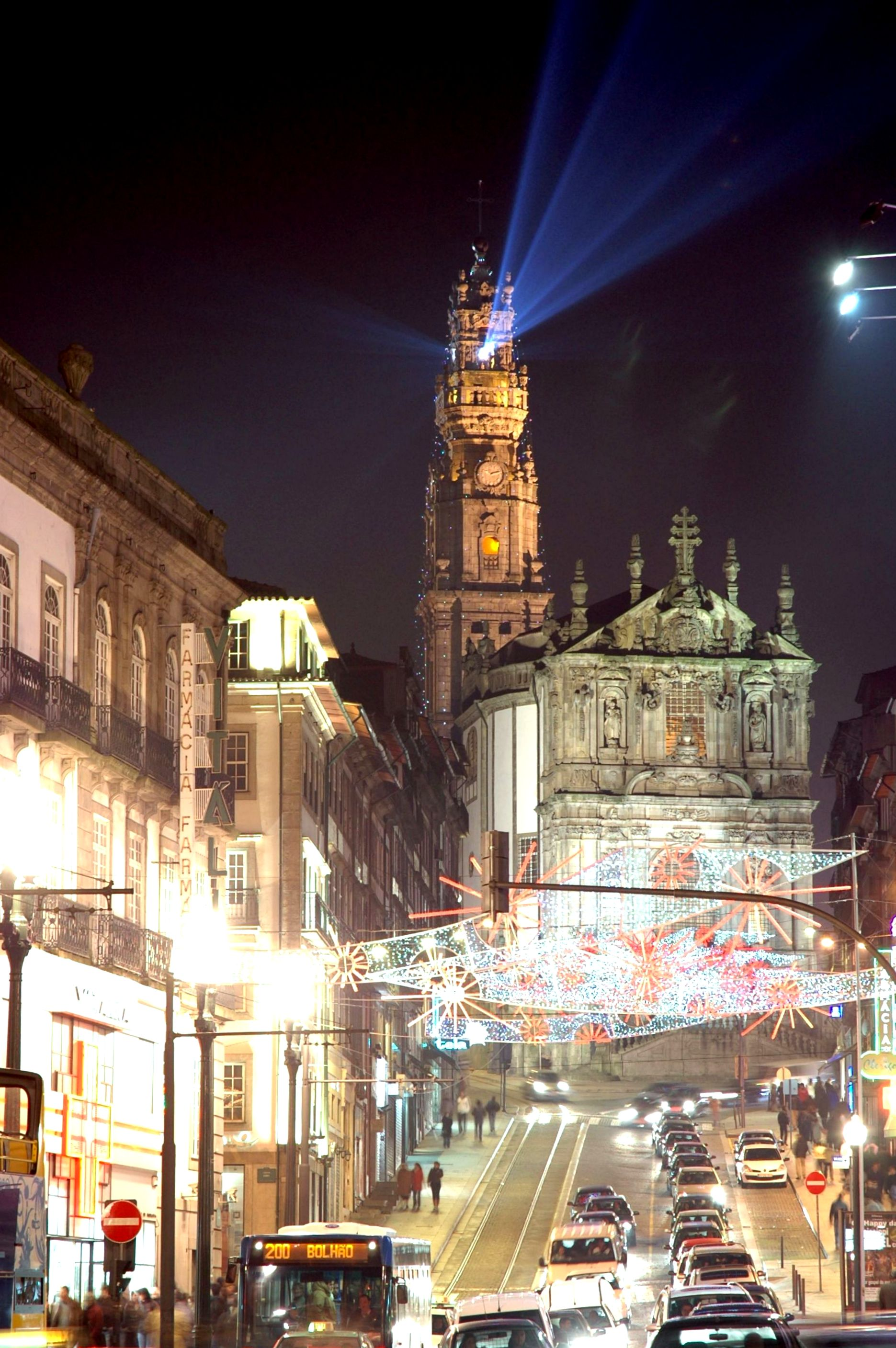
Torre dos Clérigos

Em 2012 e 2014, a cidade do Porto foi eleita "Melhor Destino Europeu", distinção atribuída anualmente pela "European Consumers Choice". Em 2013, foi eleita o "Melhor Destino de férias na Europa" pela Lonely Planet. Também, no ano de 2014, a revista Business Destinations, que organiza anualmente os Business Destinations Travel Awards, considerou que a Alfândega do Porto é o melhor espaço para "reuniões e conferências" da Europa, elegendo este centro de congressos pela sua qualidade e inserção urbana e, nesse mesmo ano, a edição europeia do Wall Street Journal dedicou duas páginas à cidade do Porto, que sugeriu como a cidade "fascinante e charmosa ... perfeita para um fim de semana prolongado". No ano de 2015, a cidade do Porto volta a ser escolhida como um dos principais destinos turísticos da Europa, fazendo parte de uma lista de 10 polos turísticos feita pelo jornal britânico The Guardian. Em Fevereiro de 2017, o Porto foi novamente eleito, pela "European Consumers Choice", "Melhor Destino Europeu" do ano.

## Infraestrutura

### Transportes

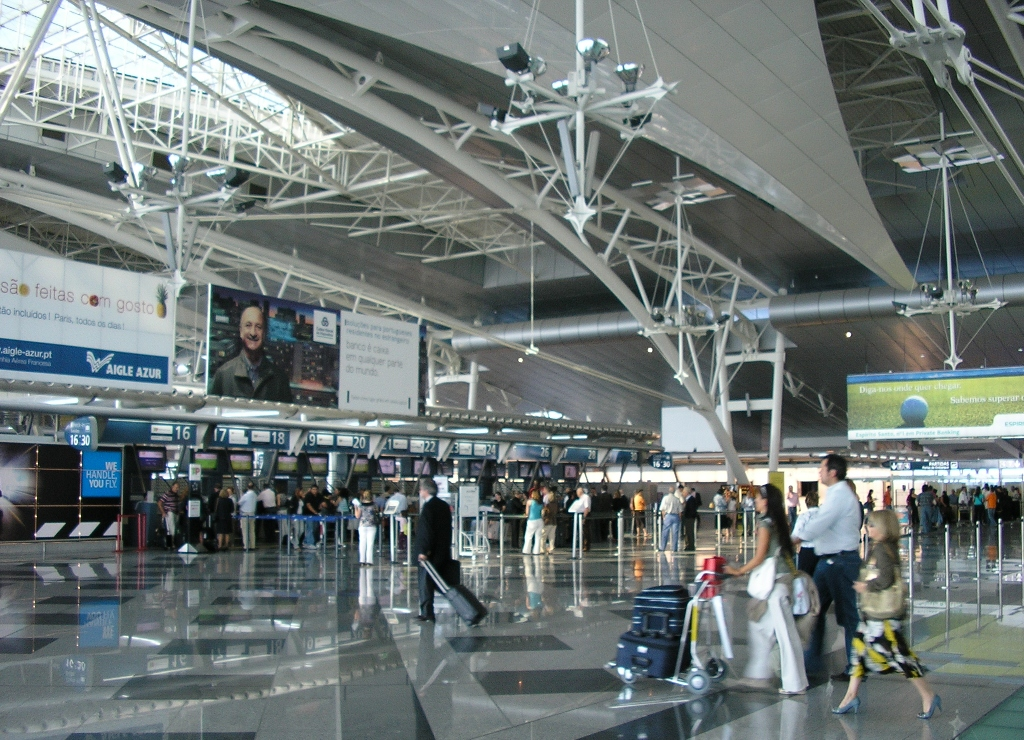
Interior do Aeroporto Francisco Sá Carneiro

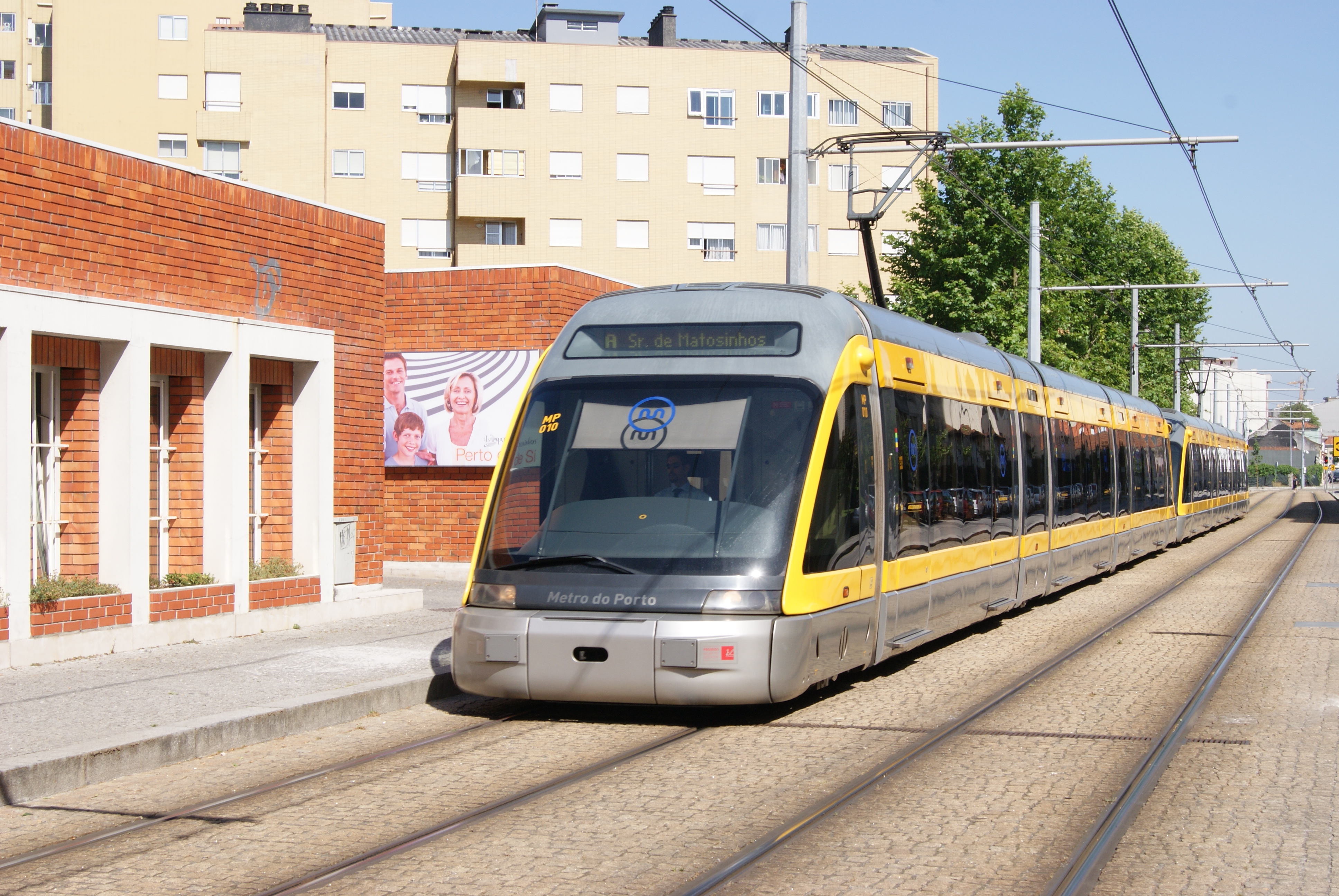
Comboio do Metro do Porto

O Aeroporto Internacional Francisco Sá Carneiro (OPO), que é o melhor aeroporto de Portugal em termos de espaço na aerogare. Em termos de movimentos aéreos de carga e de passageiros, é o segundo maior de Portugal, tendo sido galardoado como o melhor do mundo na categoria de aeroportos até 5 milhões de passageiros e, em 2014, como o terceiro melhor aeroporto europeu. Depois de radicalmente reconstruído sua zona de influência se alastrou pelo noroeste da Península Ibérica, sendo hoje um aeroporto funcional e de arquitetura contemporânea com capacidade para receber até 16 milhões de passageiros por ano, considerado por diversas entidades internacionais como o melhor da Europa na sua categoria.
o Porto de Leixões, que representa 25% do comércio internacional português e movimenta cerca de 14 milhões de toneladas de mercadorias por ano, situado no concelho vizinho de Matosinhos, passará por uma ampliação que duplicará a possibilidade de carga, e trará vários cruzeiros de luxo ao porto, ou mesmo os estudos científicos realizados na cidade que já deram cartas na história da Ciência Mundial. Leixões foi classificado em 2013 como um dos 125 portos mais movimentados do mundo.
O transporte público na cidade do Porto remota ao ano de 1872, altura em que a Companhia Carril Americano do Porto foi pioneira ao iniciar a sua exploração em Portugal. Um ano depois é criada a Companhia Carris de Ferro do Porto. A fusão das duas empresas dará origem à Sociedade de Transportes Colectivos do Porto (STCP) que toma a atual designação em 1946. A STCP tem a seu cargo a exploração dos autocarros e as linhas de eléctrico que resistiram da época de ouro destes transportes, estando hoje troços em reabilitação na baixa portuense.
A exploração da rede de metropolitano é efetuada pela empresa Metro do Porto que ao todo possuiu 68 estações distribuídas por 60,0 km de linhas comerciais em via dupla, com 8 km da rede enterrada, dispostas pela metrópole do Porto, tornando-se assim na maior rede metropolitana de transporte público de massas em Portugal. O Funicular dos Guindais, operado pela Metro do Porto, é um caminho de ferro numa escarpa que liga, de forma rápida, a zona da Batalha à Avenida Gustavo Eiffel, na Ribeira. A cidade dispõe ainda de uma rede ferroviária suburbana explorada pela CP: linhas de Aveiro, Braga, Guimarães e Penafiel ou Caíde.

#### Rodoviário

Autoestradas que formam a Via de Cintura Interna

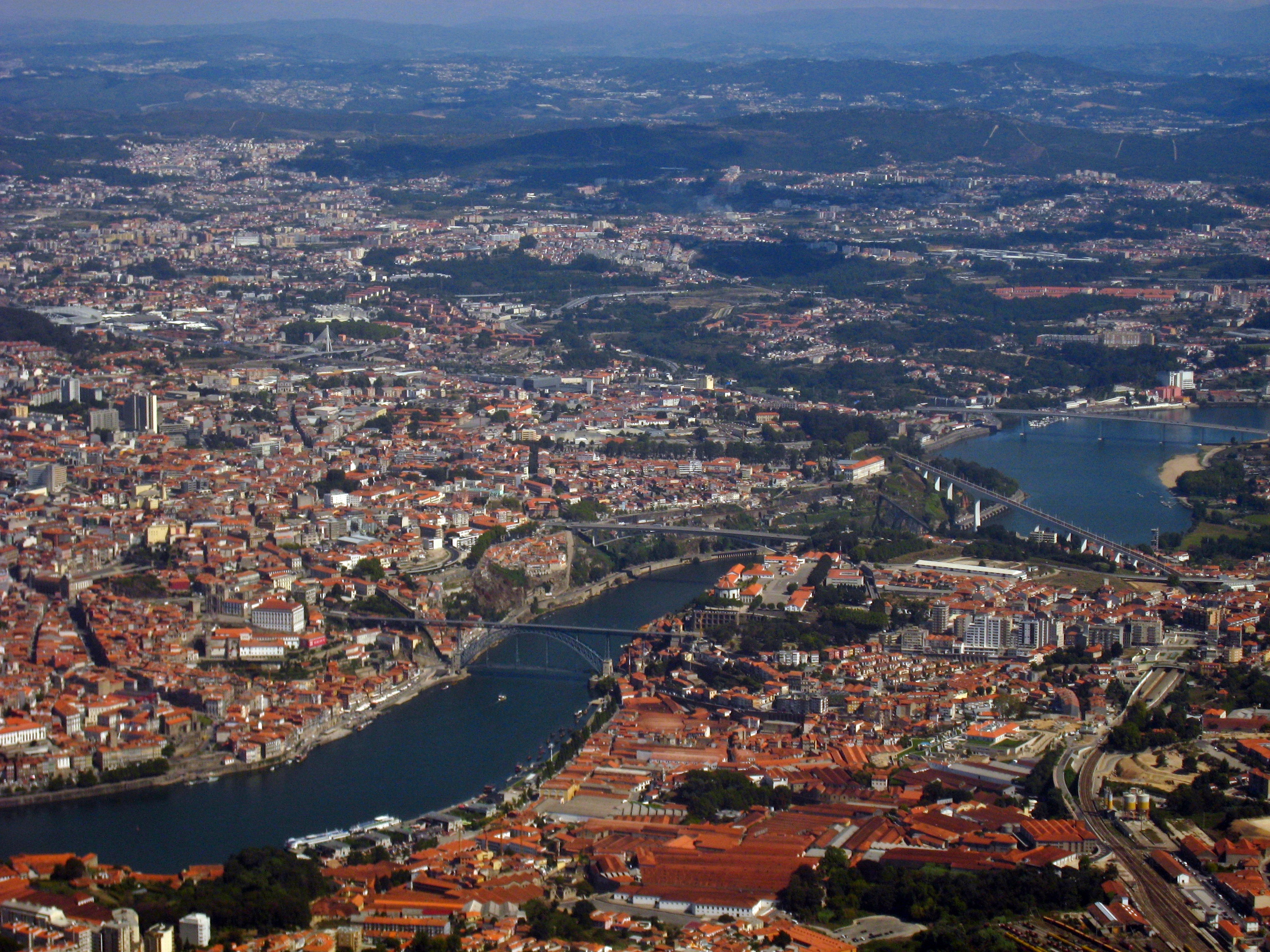
Fotografia aérea da cidade

A capacidade do sistema rodoviário da cidade é aumentado pela autoestrada A20, uma estrada interna ligada a várias autoestradas e saídas da cidade, complementando a uma estrada periférica, que faz fronteira com o norte da cidade e liga o lado oriental da cidade para a costa atlântica. A cidade está ligada a Valença pela autoestrada A28, a Estarreja pela A29, a Lisboa pela A1, a Bragança pela A4 e a Braga pela A3. Há também a Via de Cintura Interna, um anel viário que liga todas as principais cidades ao redor Porto e que ligam a cidade a outras principais rodovias metropolitanas, como A7, A11, A42, A43 e A44. Desde 2011, uma nova autoestrada, a A32, liga a região metropolitana a São João da Madeira e Oliveira de Azeméis.
A necessidade de uma travessia permanente entre as duas margens do Douro para circulação de pessoas e mercadorias, levou à construção da Ponte das Barcas em 1806, anteriormente a travessia do rio fazia-se com recursos a barcos, jangadas, barcaças ou batelões. A ponte era constituída por 20 barcas ligadas por cabos de aço e que podia abrir em duas partes para dar passagem ao tráfego fluvial. O aumento do tráfego exigiu a construção de uma ponte permanente o que levou à construção da Ponte pênsil D. Maria II em 1843, desmantelada anos mais tarde após a abertura da Ponte de D. Luís I em 1886, a ponte mais antiga da cidade que permanece em atividade. Com os seus dois tabuleiros — o inferior e o superior — servia primitivamente como ligação rodoviária entre as zonas baixa e alta de Vila Nova de Gaia e do Porto e, de uma forma mais geral, entre o norte e o sul do país, durante largas décadas. A partir da segunda metade do século XX, no entanto, começou a revelar-se insuficiente para assegurar o trânsito automóvel entre as duas margens, tendo sido substituída por outras pontes e após adaptação o tabuleiro superior passou a ser utilizado pelo Metro do Porto.

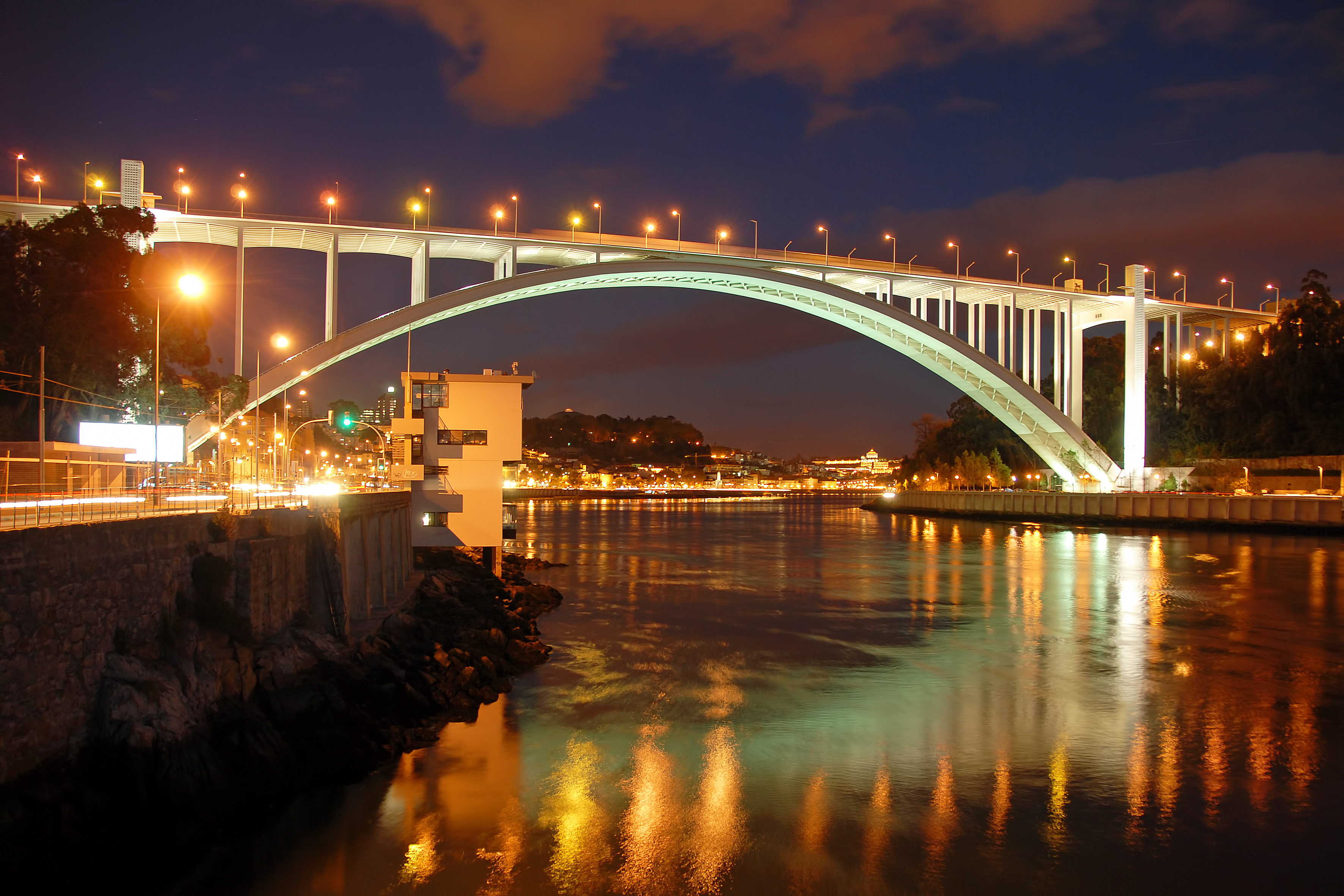
Ponte da Arrábida, parte da Via de Cintura Interna

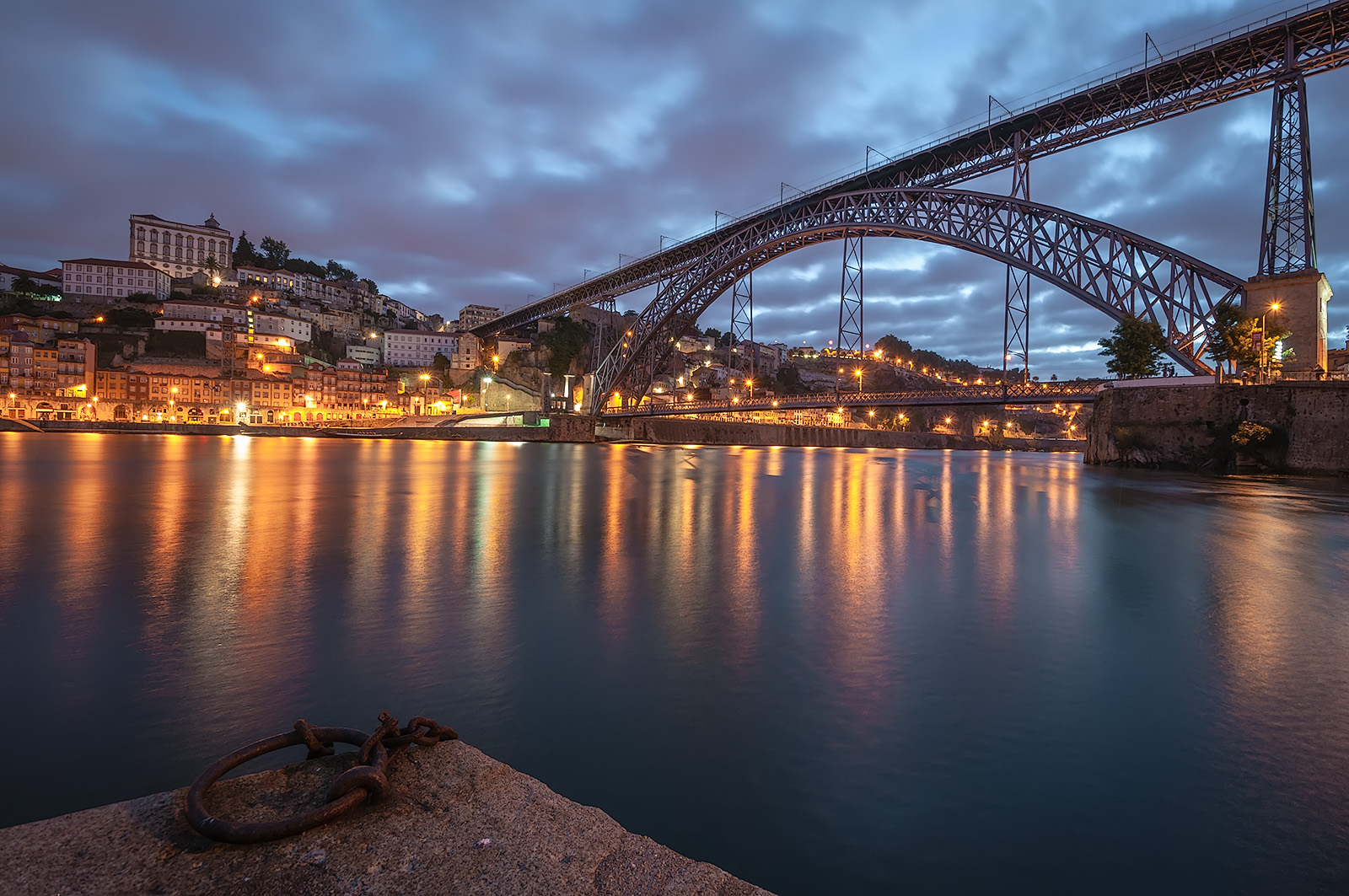
Ponte de D. Luís I

A Ponte de D. Maria Pia, construída entre Janeiro de 1876 e 4 de Novembro de 1877 pela empresa de Gustave Eiffel, foi a primeira ponte ferroviária a unir as duas margens do Douro. Dotada de uma só linha, o que obrigava à passagem de uma composição de cada vez, a uma velocidade que não podia ultrapassar os 20 km/h e com cargas limitadas, no último quartel do século XX tornou-se evidente que a ponte já não respondia de forma satisfatória às necessidades. O que levou a que fosse desativada e substituída pela Ponte de São João em 1991.
A Ponte da Arrábida tinha à data da construção o maior arco do mundo em betão armado, e constitui o tramo final da auto-estrada A1 que liga Lisboa ao Porto. Inicialmente a ponte tinha duas vias de trânsito com 8 m cada, separadas por uma via sobrelevada de 2 m de largura; duas pistas para ciclistas de 1,70 m cada e dois passeios marginais de 1,50 m de largura, também sobrelevados. Mais tarde, foram acrescentadas uma via de trânsito em cada sentido, construídas à custa da eliminação das pistas para ciclistas e da redução do separador central. Apesar da construção da Ponte do Freixo, mais a montante, a Ponte de Arrábida continua a ser a principal ligação entre a cidade do Porto e a margem sul do Douro.
Das pontes que ligam o Porto a Vila Nova de Gaia, a Ponte do Freixo é a que está mais a montante do rio. Foi construída na tentativa de minimizar os congestionamentos ao trânsito automóvel vividos nas Pontes da Arrábida e de Dom Luís, particularmente notórios desde finais da década de 1980. Trata-se, na verdade, de duas pontes construídas lado a lado e afastadas 10 cm uma da outra. É uma ponte rodoviária com oito vias de trânsito (quatro em cada sentido). A Ponte do Infante, batizada em honra do Infante D. Henrique, nascido no Porto, é a mais recente que liga Porto e Gaia. Foi construída para substituir o tabuleiro superior da Ponte Dom Luís, entretanto convertida para uso da "Linha Amarela" (Hospital de São João/Santo Ovídio) do Metro do Porto. Foi construída pouco a montante da Ponte de Dom Luís, em plena zona histórica, ligando o bairro das Fontainhas (Porto) à Serra do Pilar (Vila Nova de Gaia).

### Educação

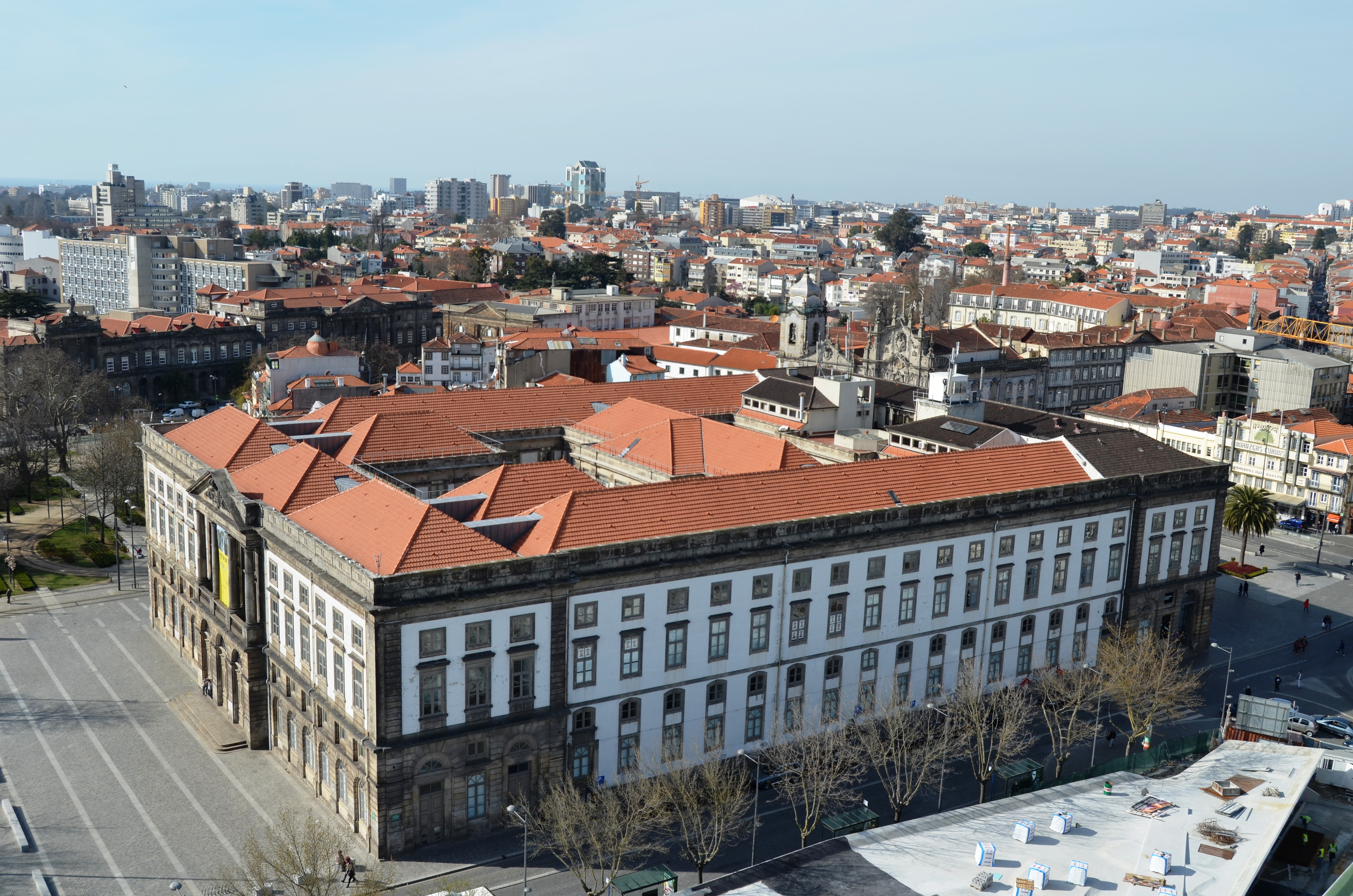
Reitoria da Universidade do Porto

A cidade do Porto possui diversas escolas e jardins de infância, públicas e privadas, de ensino primário, básico e secundário, como a Escola Secundária Alexandre Herculano. Na área do Grande Porto existem escolas internacionais como a British Council Porto. No Porto situa-se a Universidade do Porto. Também existem outras universidades como a Universidade Católica Portuguesa, a Universidade Lusíada do Porto, a Universidade Fernando Pessoa, a Universidade Portucalense, a Universidade Lusófona do Porto e o Instituto Politécnico do Porto. O Porto é o local onde se formalizou a criação de um consórcio pioneiro em Portugal: o Consórcio das Universidades do Norte (UniNORTE), que corresponde a uma associação/parceria entre a Universidade do Porto, a Universidade do Minho e a Universidade de Trás-os-Montes e Alto Douro, a fim de serem partilhados meios, recursos humanos e fundos europeus.

### Saúde
Na cidade do Porto existem vários hospitais (quer públicos quer privados), clínicas e centros de saúde. Alguns dos hospitais públicos do Porto estão organizados num Centro Hospitalar, o Centro Hospitalar Universitário de Santo António. Os hospitais incluídos neste Centro Hospitalar são o Hospital de Santo António, Centro Materno-Infantil do Norte Dr. Albino Aroso, Centro Integrado de Cirurgia de Ambulatório e Centro de Genética Médica Doutor Jacinto de Magalhães.

## Cultura

### Entretenimento
A cidade conta com mais de 10 000 eventos anuais, desde concertos, passando por teatros, exposições ou mesmo festas com disc jockeys famosos numa das várias discotecas e bares da cidade. Contudo, o maior evento de diversão continua a ser o São João do Porto, de 23 para 24 de junho, quando milhares de pessoas invadem as ruas da cidade. Neste evento são de destacar as sardinhadas, os manjericos com as respetivas quadras sanjoaninas, o alho-porro, as marteladas e os bailaricos de freguesia.

### Gastronomia
Vários pratos da tradicional culinária portuguesa tiveram origem na cidade do Porto, cuja identidade (a nível dos pratos principais de carne e de peixe, das sopas, das entradas e dos aperitivos, dos vinhos e das aguardentes, dos queijos e dos enchidos, bem como das sobremesas e da doçaria) se insere na identidade gastronómica mais vasta do território identitário do Entre Douro e Minho.
O prato típico por excelência da cidade são as tripas à moda do Porto, prato histórico e que remonta à altura dos descobrimentos portugueses, e que pode ser encontrado em muitos dos restaurantes da cidade. O bacalhau à Gomes de Sá é outro prato emblemático da cidade do Porto, muito apreciado pelo seu sabor e requinte, que tem também impacto em todo o território português, assim como no Brasil, visto este ter sido povoado, estruturalmente, por portugueses do Norte de Portugal. O Caldo Verde também é um sopa típica, originária e emblemática do Porto e da região Norte. A francesinha é, da culinária recente, o prato mais famoso, e consiste numa sanduíche recheada com várias carnes (normalmente carne de vaca, linguiça, salsicha fresca e fiambre) e coberta com queijo e um molho especial (molho de francesinha).
A bebida que tem o nome da cidade é o vinho do Porto, é produzido na região vitivinícola do Alto Douro (a mais antiga região demarcada do mundo). O vinho do Porto é exportado internacionalmente a partir das caves que se situam na margem esquerda do Rio Douro, em Vila Nova de Gaia.
No Porto, também se situa a sede da Comissão de Viticultura da Região dos Vinhos Verdes, sendo o vinho verde também o tipo de vinho, para além do vinho do Douro, que costuma acompanhar vários tipos de pratos da gastronomia portuense. É, no Porto, que se realiza, anualmente, o 'Vinho Verde Wine Fest'.

### Instituições culturais

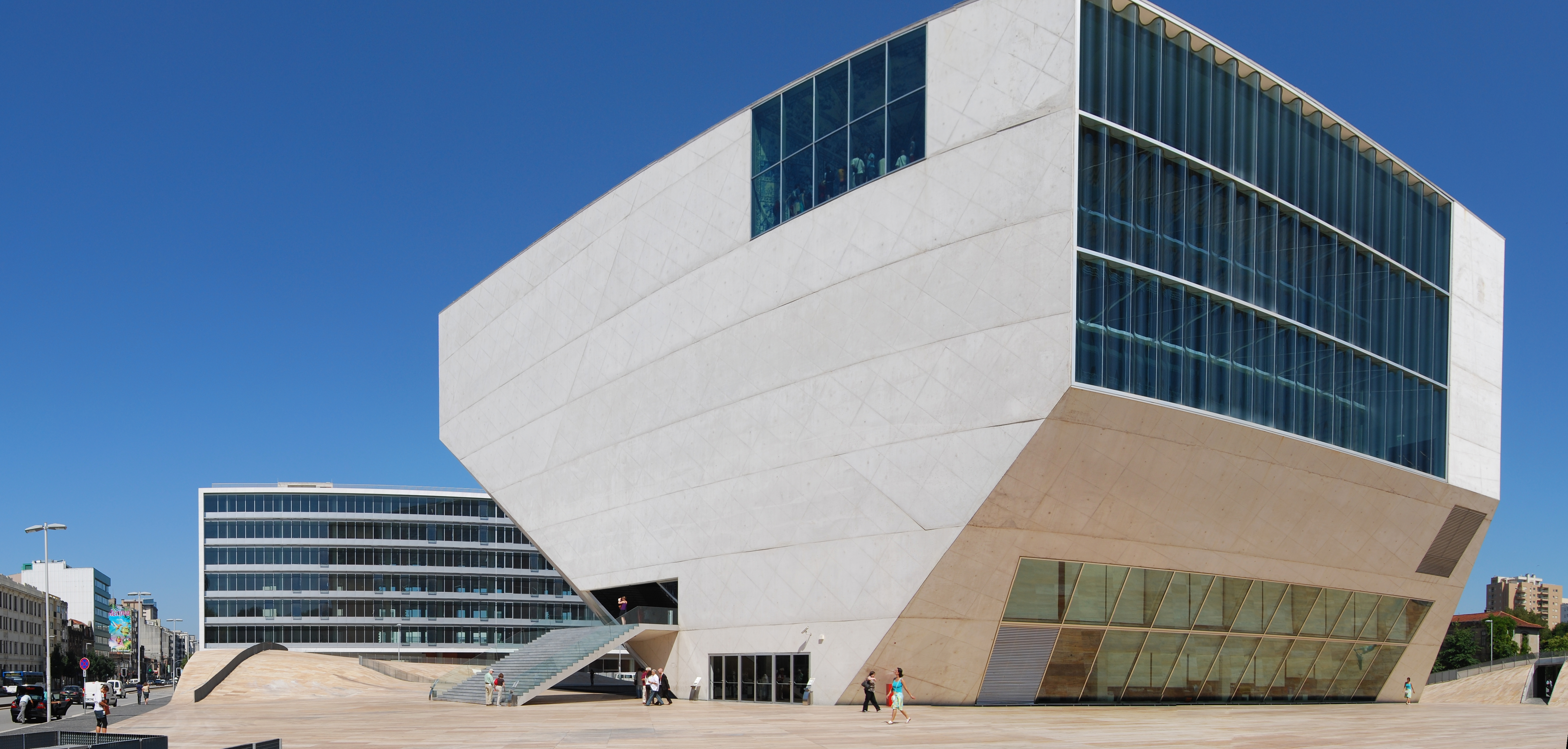
Vista do Exterior da Casa da Música, um dos símbolos da cidade

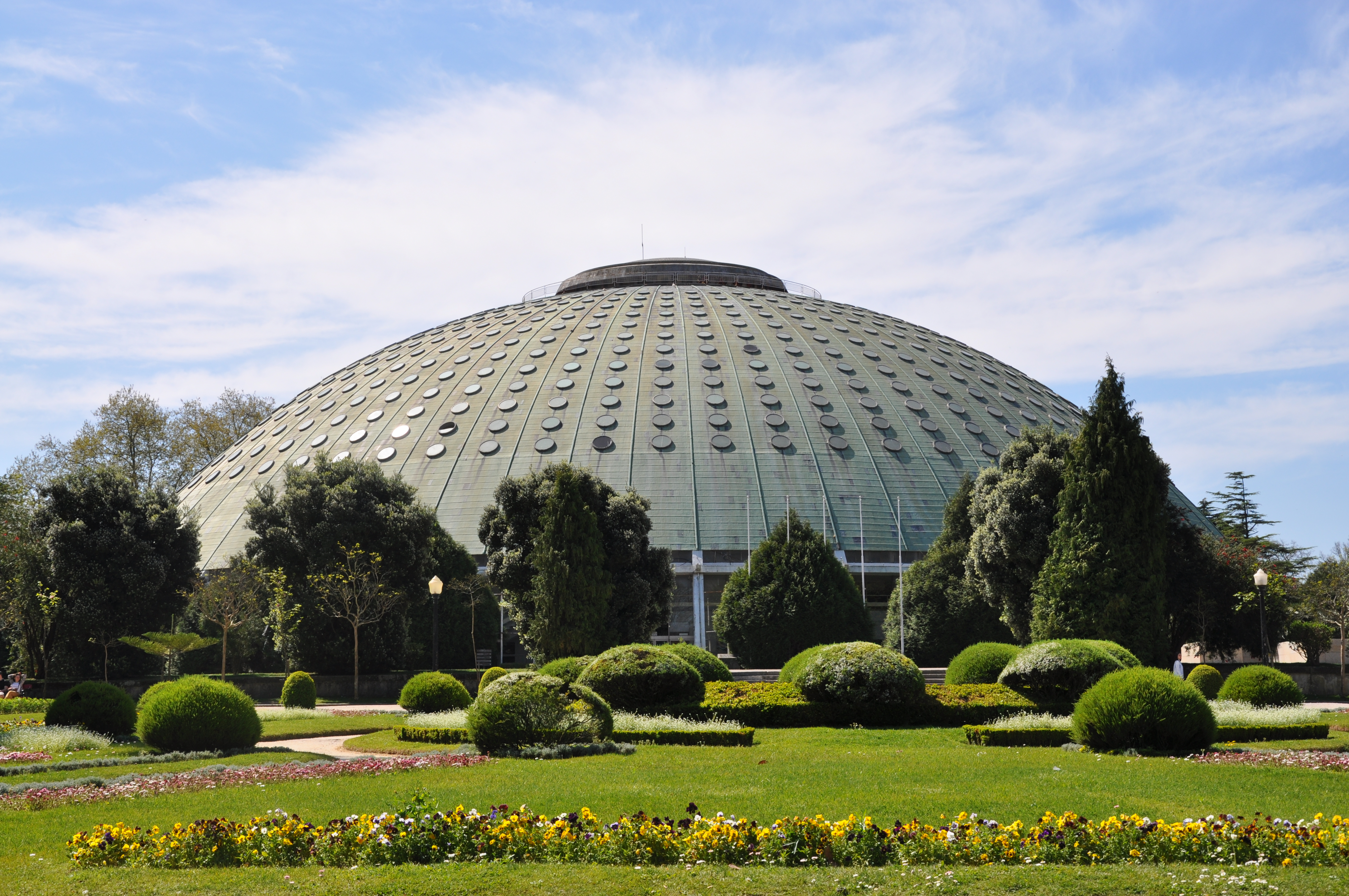
Pavilhão Rosa Mota nos Jardins do Palácio de Cristal

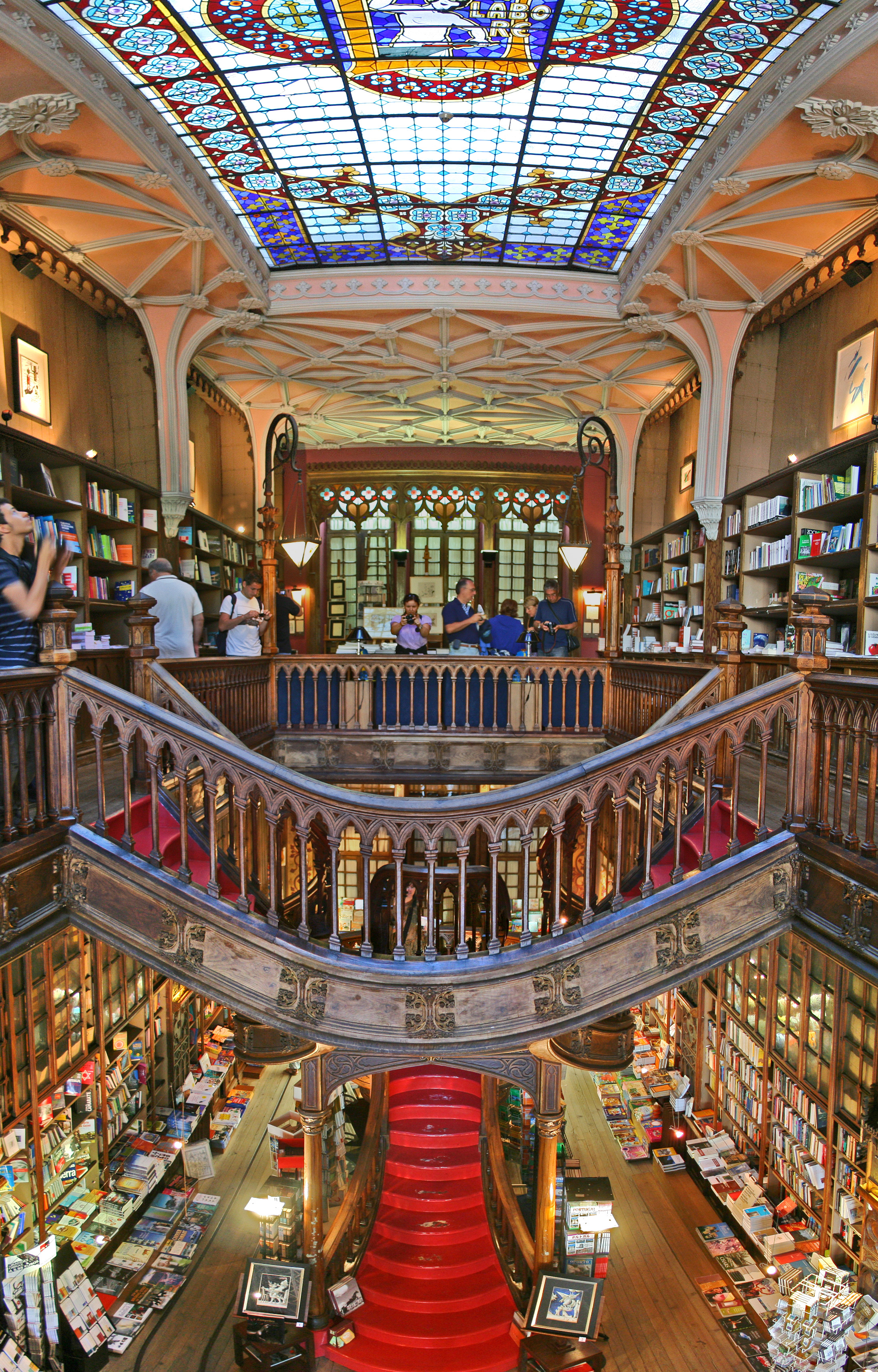
Interior da Livraria Lello

A cidade do Porto possui diversos espaços culturais de referência na região e a nível nacional. Entre os diversos museus da cidade, destaca-se o Museu de Arte Contemporânea, um dos museus mais visitados do país, onde obras de arte de vários artistas contemporâneos são, também, expostas, ao lado da flora típica da região norte de Portugal no envolvente Parque de Serralves. A Casa do Infante, datada do século XIII e onde terá nascido o Infante D. Henrique, é atualmente museu medieval da cidade e arquivo distrital. Outras casas museu incluem a Casa-Museu Fernando de Castro, a Casa-Museu Guerra Junqueiro, Casa-Museu Marta Ortigão Sampaio e a Casa-Oficina António Carneiro.
Inserido no edifício da Alfândega Nova, o Museu de Transportes e Comunicações tem como objetivo mostrar a história dos transportes e meios de comunicação. O Museu do Carro Eléctrico, instalado na antiga central termo eléctrica de Massarelos, dispõe de uma coleção carros elétricos e atrelados que circulavam pela cidade. Anualmente, organiza um desfile de carros elétricos do museu pelas ruas da cidade, entre Massarelos e o Passeio Alegre.
O Museu Nacional de Soares dos Reis, criado em 1833 por D. Pedro IV, inclui grande parte da obra do escultor. No Porto existem diversos museus temáticos, de referir: o Museu do Vinho do Porto, Museu da Indústria, Museu de História Natural, Museu do Papel Moeda, Gabinete de Numismática, Museu de Arte Sacra e Arqueologia, Museu da Misericórdia do Porto, Museu Nacional da Imprensa, Jornais e Artes Gráficas, Centro Português de Fotografia, Museu Romântico da Quinta da Macieirinha, Museu Militar do Porto, Museu Nacional de Literatura e o Castelo do Queijo, célebre pelo seu miradouro, é onde se realizam várias exposições temporárias. O Porto acolhe ainda as fundações de António de Almeida, António Cupertino de Miranda, Ilídio Pinho e Guerra Junqueiro e Mesquita Carvalho.
Os auditórios culturais da cidade são, na sua grande maioria, construções do séculos XIX e XX. A construção mais arrojada e relevante dos últimos anos é a Casa da Música, uma obra de arquitetura que foi concebida para o evento Capital Europeia da Cultura 2001, da autoria do arquiteto Rem Koolhaas e aclamada internacionalmente. O Teatro Rivoli, o Teatro Nacional São João e o Teatro Sá da Bandeira são importantes salas de espetáculos, de relevo histórico e arquitetónico, localizados na Baixa do Porto. Na baixa da cidade localizam-se ainda outros auditórios, como o Coliseu do Porto e o Cine-Teatro Batalha, histórica sala de cinema da cidade a que está ligada a expressão local "vai no Batalha!". Outros teatros incluem o Teatro do Campo Alegre e o Teatro Helena Sá e Costa, este último é palco dos talentos em formação na Escola de Música e Artes do Espetáculo do Porto.

### Desporto

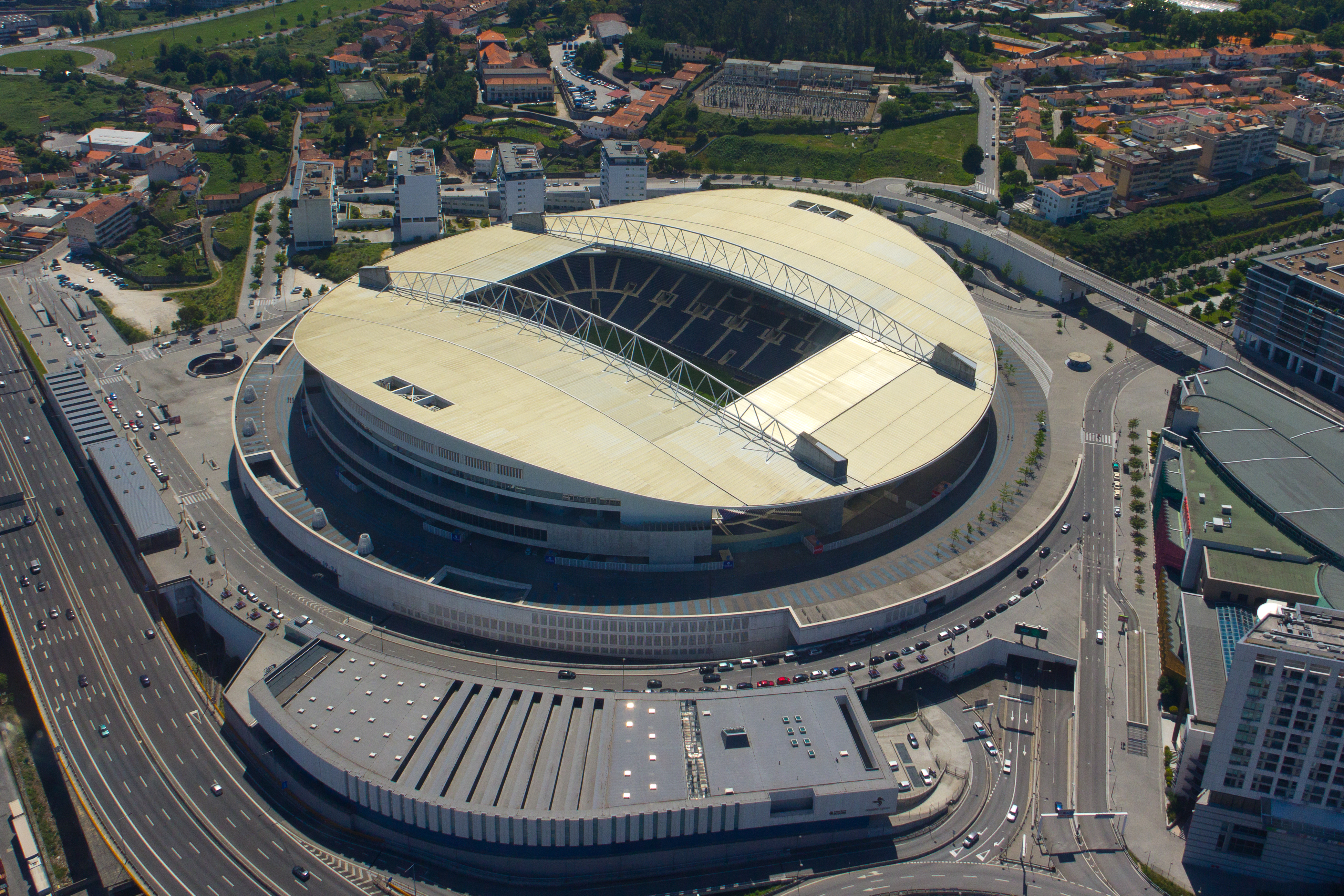
Estádio do Dragão, o actual estádio do Futebol Clube do Porto

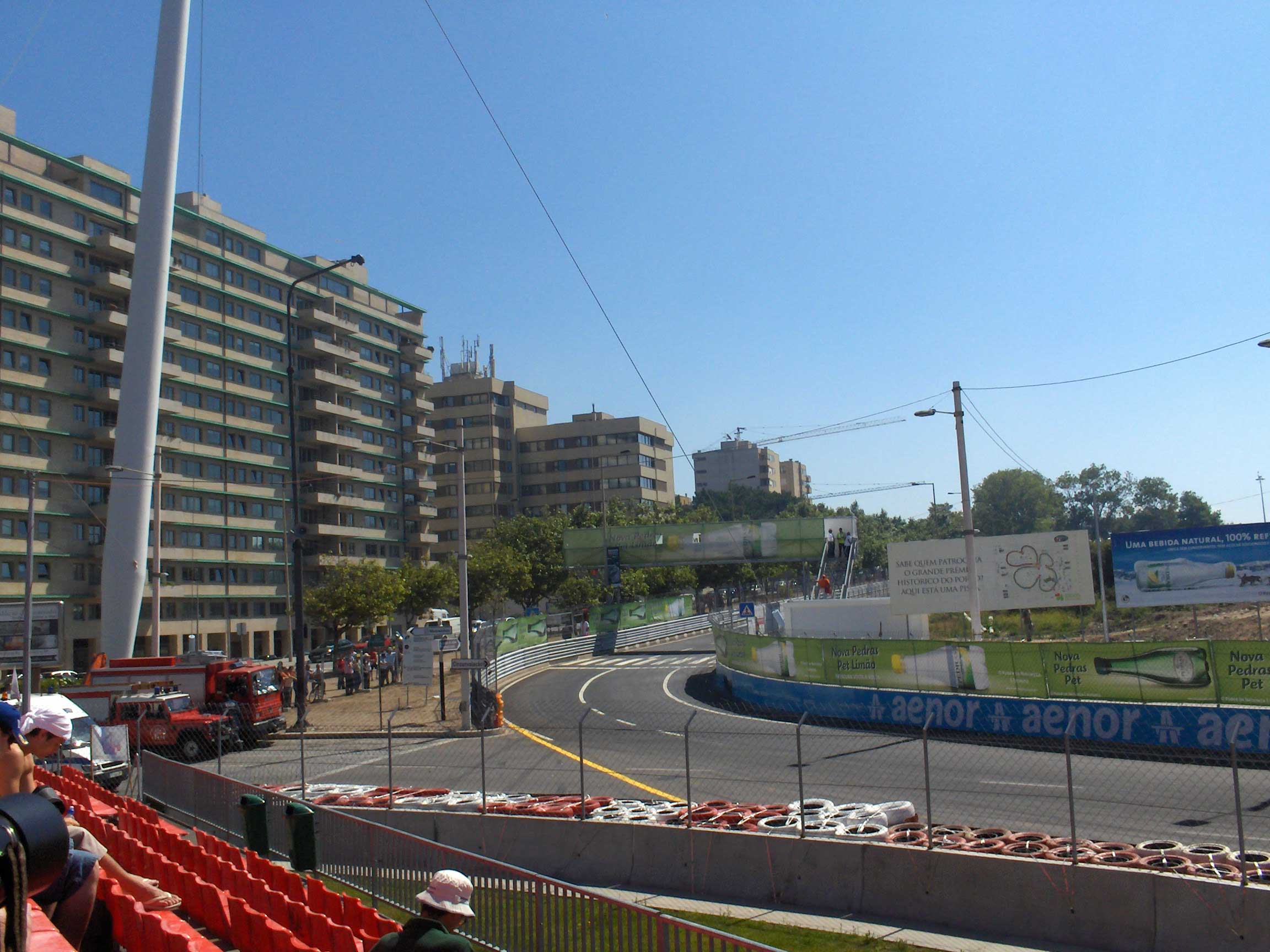
Circuito Urbano da Boavista

Por influência das famílias inglesas que exploravam o negócio do vinho do Porto, as primeiras partidas de futebol em Portugal realizaram-se na cidade do Porto. O Porto conta com grandes clubes desportivos, sendo os principais o Futebol Clube do Porto, o Boavista Futebol Clube e o Sport Comércio e Salgueiros. Existem ainda numerosos clubes de menor dimensão, mas com função social de grande relevo. O Estádio do Dragão, da autoria do Arq. Manuel Salgado, é a casa do Futebol Clube do Porto. O estádio já esteve diversas vezes em revistas internacionais de arquitetura, onde fora fortemente elogiado. A nível individual, a personalidade desportiva mais famosa natural da cidade do Porto é a atleta Rosa Mota, vencedora da medalha de ouro da maratona nos Jogos Olímpicos de Seoul e de bronze nos Jogos Olímpicos de Los Angeles.
Na cidade organizam-se muitos eventos desportivos das mais variadas modalidades. De referir a Maratona do Porto em atletismo, as corridas históricas do Circuito da Boavista e as Red Bull Air Races. Ainda em desportos alternativos a cidade do Porto destaca-se por acolher várias provas internacionais dos mais variados desportos, como por exemplo hipismo. Neste desporto, em particular, há mesmo uma candidatura para uma qualificativa da taça do mundo de hipismo no Porto.
Na Boavista situa-se o Circuito Urbano da Boavista que é realizado de dois em dois anos. O Circuito costuma contar com uma média de 115 000 espetadores, integrando várias categorias, mas a mais esperada é o WTCC, devido ao homem da casa Tiago Monteiro que já foi piloto de Fórmula 1. O Circuito Urbano também já recebeu a Fórmula 1 em 1958 e 1960, tendo como vencedores Jack Brabham (em 1960) pela Cooper-Climax e Stirling Moss (em 1958) pela Vanwall.